# Les Moutiers-en-Cinglais
Les Moutiers-en-Cinglais – miejscowość i gmina we Francji, w regionie Normandia, w departamencie Calvados.
Według danych na rok 1990 gminę zamieszkiwało 350 osób, a gęstość zaludnienia wynosiła 52 osoby/km² (wśród 1815 gmin Dolnej Normandii Les Moutiers-en-Cinglais plasuje się na 549. miejscu pod względem liczby ludności, natomiast pod względem powierzchni na miejscu 739.).